# Хочэн
Хочэ́н (кит. упр. 霍城, пиньинь Huòchéng; уйг. قورغاس ناھىيىسى‎, Қорғас наһийиси) — уезд на западе СУАР в составе Или-Казахского автономного округа КНР. Административный центр — посёлок Шуйдин.

## Географическое положение
Уезд занимает широкую и плодородную Кульджинскую равнину реки Или. На севере он граничит с Боро-Тала-Монгольским автономным округом, на востоке — с городским уездом Кульджа и уездом Кульджа, на юге — с Чапчал-Сибоским автономным уездом, на западе — с Казахстаном.

## История
В 1888 году был образован уезд Суйдин (绥定县). В 1914 году часть уезда Суйдин, расположенная к западу от реки Эрдаохэ, была выделена в отдельный уезд Хоргос (霍尔果斯县). В 1947 году уезд Хоргос был переименован в Хочэн. В 1965 году уезд Суйдин был переименован в Шуйдин (水定县). В 1966 году уезд Шуйдин был присоединён к уезду Хочэн, однако власти объединённого уезда разместились в посёлке Шуйдин (в котором ранее находились власти уезда Шуйдин).
В 2014 году западная часть уезда Хочэн была выделена в отдельный городской уезд Хоргос.

## Население
Ранее население края делилось на оседлых земледельцев — таранчей тюркского происхождения и дунган, и кочевых тюрок — казахов. В настоящее время большая часть населения ведёт оседлый образ жизни.
По оценке на 2004 год в уезде проживало 360 тыс. жителей. Большинство жителей — китайцы, уйгуры и казахи. Всего же зарегистрировано 29 этнических групп.

## Административное деление
Уезд Хочэн делится на 5 посёлков, 3 волости и 1 национальную волость.

## Экономика
В долине Или выращиваются следующие культуры: пшеница, кукуруза, сахарная свекла, хлопок, табак, яблоки, распространены овцеводство и скотоводство.
В уезде добываются уголь, фосфор, железо, золото, серебро, медь, известняк, мрамор и прочие минералы.

## Транспорт
- Годао 312 (Шанхай — Кульджа)

## Достопримечательности
- Развалины средневекового города Алмалык (столица государства Могулистан в XIV веке)
- Мавзолей Тоглук-Тимура, первого хана Могулистана[3][4]